# Helen Taussig
Helen Brooke Taussig (Cambridge, Massachusetts, 24 de maio de 1898 — Condado de Chester (Pensilvânia), 20 de maio de 1986) foi uma cardiologista americana. Trabalhou em Baltimore e Boston, onde fundou o campo da cardiologia pediátrica. Trabalhou em conjunto com Alfred Blalock e Vivien Thomas, e sua importante contribuição foi a participação na primeira cirurgia cardíaca, em que foi tratada a doença conhecida como "A Sindrome do Bebê Azul" (Tetralogia de Fallot), uma má formação congênita cianótica do coração. A cirurgia ocorreu em meados de 1944.[carece de fontes?]